# Lucky Luke (serie animata 1991)
Lucky Luke è una serie animata francese basata sul fumetto omonimo di Morris e René Goscinny. È la seconda serie di Lucky Luke, prodotta da I.D.D.H. e trasmessa su France 3 nel 1991. 

## Personaggi
- Lucky Luke
- Jolly Jumper
- Joe Dalton
- William Dalton
- Jack Dalton
- Averell Dalton
- Rantanplan

## Episodi
1. La ville fantôme
2. Le juge
3. L'évasion des Dalton
4. Le 20ème de cavalerie
5. Lucky Luke contre Joss Jamon
6. Nitroglycérine
7. Tortillas pour les Dalton
8. Le Pony Express
9. Le chasseur de primes
10. La fiancée de Lucky Luke
11. Prima donna
12. Le colporteur
13. Défi à Lucky Luke
14. Canyon Apache
15. L'héritage de Rantanplan
16. Le Daily Star
17. Les cousins Dalton
18. Les Dalton courent toujours
19. Lucky Luke contre Pat Poker
20. L'alibi
21. Alerte aux pieds bleus
22. Le bandit manchot
23. Western Circus
24. Fingers
25. Passage dangereux
26. La bataille du riz

## Doppiaggio
| Personaggio      | Doppiatore originale                                                            | Doppiatore italiano |
| ---------------- | ------------------------------------------------------------------------------- | ------------------- |
| Lucky Luke       | Jacques Thébault                                                                |                     |
| Jolly Jumper     | Bernard Demory                                                                  |                     |
| Joe Dalton       | Patrice Baudrier                                                                | Paolo Torrisi       |
| William Dalton   | Michel Tugot-Doris                                                              | Roberto Colombo     |
| Jack Dalton      | Olivier Hémon                                                                   | Guido Rutta         |
| Averell Dalton   | Pierre Tornade                                                                  | Augusto Di Bono     |
| Rantanplan       | Bernard Demory                                                                  |                     |
| Altri personaggi | Patrice Baudrier Henri Labussière Françoise Blanchard Gilles Biot Jean Tolzaque |                     |